# Ultimate Linux
Az Ultimate Edition egy ingyenes Linux-disztribúció, melynek alapja a Debian és az Ubuntu. Telepíthető Awesome, Budgie, GNOME, KDE Plasma és MATE asztali környezettel, armhf, i386, x86_64 architektúrával, szerverváltozat nincs. Telepítője grafikus, így egyszerű feltenni a rendszert, hasonlít a folyamat az Ubuntuhoz. Első változata 2006 decemberében jelent meg, melyet az USA-ban készítettek.